# Pierre Ehret
Pierre Ehret (ur. 22 października 1956 roku w Düsseldorfie) – niemiecki kierowca wyścigowy.

## Kariera
Ehret rozpoczął karierę w wyścigach samochodowych w 1998 roku od startów w Formula Russell. Z dorobkiem 90 punktów uplasował się na czternastej pozycji w końcowej klasyfikacji kierowców. W późniejszych latach Niemiec pojawiał się także w stawce American Le Mans Series, Star Mazda, Grand American Rolex Series, Le Mans Endurance Series, FIA GT Championship, 24-godzinnego wyścigu Le Mans, Le Mans Series, Grand American Rolex Series, Ferrari Challenge Europe, 24h Nürburgring, FIA World Endurance Championship, Blancpain Endurance Series oraz Dunlop 24H Dubai.